# Gare de Gilley
Gare de Gilley vasútállomás Franciaországban, Gilley településen.

## Vasútvonalak
Az állomást az alábbi vasútvonalak érintik:
- Besançon-Viotte–Le Locle-vasútvonal

## Kapcsolódó állomások
A vasútállomáshoz az alábbi állomások vannak a legközelebb:
- Gare d’Avoudrey (Besançon-Viotte–Le Locle-vasútvonal)
- Gare de Morteau (Besançon-Viotte–Le Locle-vasútvonal)